# Eleição municipal de Patos em 2020
A eleição municipal do município de Patos em 2020 ocorreu no dia 15 de novembro (em turno único) com o objetivo de eleger um prefeito, um vice-prefeito e 17 vereadores responsáveis pela administração municipal para o mandato a se iniciar em 1° de janeiro de 2021 e com término em 31 de dezembro de 2024.
O processo eleitoral de 2020 foi marcado pela sucessão para o cargo ocupado pelo prefeito interino Dr. Ivanes, do MDB, escolhido de forma indireta pela Câmara Municipal em agosto de 2019 para completar o mandato do então titular Dinaldinho, eleito em 2016 e afastado por decisão judicial em 2018. Ivanes optou em não disputar a reeleição, apoiando a candidatura de Nabor Wanderley (Republicanos), que venceu com 25.377 votos, contra 20.280 de Ramonilson (Patriota). Lenildo Morais (PT) e Héber Advogado (DC) receberam, respectivamente, apenas 2.884 e 665 votos.
Para a Câmara Municipal, o vereador mais votado foi Ítalo Gomes (também do Republicanos), com 1.212 votos. O partido elegeu ainda outros 3 candidatos, formando a maior bancada (5 vereadores), juntamente com o Solidariedade, que emplacou 3 vereadores.

## Contexto político e pandemia
As eleições municipais de 2020 estão sendo marcadas, antes mesmo de iniciada a campanha oficial, pela pandemia do coronavírus SARS-CoV-2 (causador da COVID-19), o que está fazendo com que os partidos remodelem suas metodologias de pré-campanha. O Tribunal Superior Eleitoral (TSE) autorizou os partidos a realizarem as convenções para escolha de candidatos aos escrutínios por meio de plataformas digitais de transmissão, para evitar aglomerações que possam proliferar o vírus. Alguns partidos recorreram a mídias digitais para lançar suas pré-candidaturas. Além disso, a partir deste pleito, será colocada em prática a Emenda Constitucional 97/2017, que proíbe a celebração de coligações partidárias para as eleições legislativas, o que pode gerar um inchaço de candidatos ao legislativo. Conforme reportagem publicada pelo jornal Brasil de Fato em 11 de fevereiro de 2020, o país poderá ultrapassar a marca de 1 milhão de candidatos a prefeito, vice-prefeito e vereador neste escrutínio, o que não seria necessariamente bom, na opinião do professor Carlos Machado, da UnB (Universidade de Brasília): “Temos o hábito de criticar de forma intensa a coligação partidária, sem parar para refletir sobre os elementos positivos dela. O número de candidatos que um partido pode apresentar numa eleição, varia se ele estiver dentro de uma coligação, porque quando os partidos participam de uma coligação, eles são considerados como um único partido", afirmou Machado na reportagem.

## Candidaturas
| Nº | Candidato       | Partido      | Candidato a vice          | Cargos relevantes ou profissão                           | Coligação                                                                    |
| -- | --------------- | ------------ | ------------------------- | -------------------------------------------------------- | ---------------------------------------------------------------------------- |
| 10 | Nabor Wanderley | Republicanos | Professor Jacob (REDE)    | Deputado estadual (2014–), Prefeito de Patos (2005–2012) | "Patos Competente" (Republicanos, REDE, Cidadania, PSC, PSD, PP, PSL e PROS) |
| 13 | Lenildo Morais  | PT           | Edjane Araújo (PDT)       | Vice-prefeito de Patos (2013–2017)                       | "Sou Patos" (PT, PDT, Avante, PSOL, UP e MDB)                                |
| 27 | Héber Advogado  | DC           | Cinthia Mambrini (DC)     | Advogado                                                 | Partido isolado                                                              |
| 51 | Juiz Ramonilson | Patriota     | Dr. Umberto Joubert (DEM) | Professor e juiz                                         | "Pra Devolver Patos ao seu Povo" (Patriota, DEM, Solidariedade e PL)         |

## Candidaturas a vereança
Conforme dados informados pelos candidatos ao TSE.
| Partido       | Número de candidaturas |
| ------------- | ---------------------- |
| Avante        | 23                     |
| PSC           | 22                     |
| DEM           | 15                     |
| PSOL          | 1                      |
| Republicanos  | 17                     |
| REDE          | 24                     |
| PT            | 25                     |
| PDT           | 1                      |
| MDB           | 13                     |
| Podemos       | 21                     |
| DC            | 25                     |
| Patriota      | 22                     |
| Solidariedade | 26                     |
| UP            | 7                      |
| PL            | 28                     |
| PROS          | 26                     |
| PSL           | 24                     |
| Total         | 320                    |

## Resultados

### Prefeito
| Candidato(a)                   | Vice                      | 1º turno 15 de novembro de 2020 | 1º turno 15 de novembro de 2020 |
| Candidato(a)                   | Vice                      | Votação                         | Votação                         |
| Total                          | Porcentagem               | Total                           | Porcentagem                     |
| ------------------------------ | ------------------------- | ------------------------------- | ------------------------------- |
| Nabor Wanderley (Republicanos) | Professor Jacob (REDE)    | 25.377                          | 51,57%                          |
| Juiz Ramonilson (Patriota)     | Dr. Umberto Joubert (DEM) | 20.280                          | 41,21%                          |
| Lenildo Morais (PT)            | Edjane Araújo (PDT)       | 2.884                           | 5,86%                           |
| Héber Advogado (DC)            | Cinthia Mambrini (DC)     | 665                             | 1,35%                           |
| Votos em branco                | Votos em branco           | 1.129                           | 2,12%                           |
| Votos nulos                    | Votos nulos               | 2.829                           | 5,32%                           |
| Total                          | Total                     | 53.164                          |                                 |
| Abstenções                     | Abstenções                | 10.769                          | 16,84                           |
| Votos apurados                 |                           |                                 |                                 |
| Votos válidos                  | Votos válidos             | 49.206                          | 92,56%                          |

| Partido | Partido      | Candidato       | Votos  | Votos (%) |
| ------- | ------------ | --------------- | ------ | --------- |
|         | Republicanos | Nabor Wanderley | 25 377 | 51,57%    |
|         | Patriota     | Juiz Ramonilson | 20 280 | 41,21%    |
|         | PT           | Lenildo Morais  | 2 884  | 5,86%     |
|         | DC           | Héber Advogado  | 665    | 1,35%     |
| Totais  | Totais       | Totais          | 49 206 |           |

## Vereadores eleitos
| Candidato eleito  | Partido       | Votação | Porcentagem | Cidade onde nasceu | Unidade federativa  |
| Ítalo Gomes       | Republicanos  | 1.212   | 2,41%       | Patos              | Paraíba             |
| Nadir             | Republicanos  | 1.195   | 2,38%       | João Pessoa        | Paraíba             |
| Segundo           | Republicanos  | 1.190   | 2,37%       | Patos              | Paraíba             |
| Emano Araújo      | Solidariedade | 1.181   | 2,35%       | João Pessoa        | Paraíba             |
| Tide Eduardo      | PSL           | 1.132   | 2,26%       | Malta              | Paraíba             |
| Sales Júnior      | Republicanos  | 1.071   | 2,13%       | Patos              | Paraíba             |
| David Maia        | DC            | 1.022   | 2,04%       | Alexandria         | Rio Grande do Norte |
| Nega Fofa         | Solidariedade | 998     | 1,99%       | Patos              | Paraíba             |
| Décio Motos       | Solidariedade | 927     | 1,85%       | Piancó             | Paraíba             |
| Jamerson Ferreira | PL            | 887     | 1,77%       | Patos              | Paraíba             |
| Ferré Maxixe      | PSL           | 658     | 1,31%       | Várzea             | Paraíba             |
| Zé Gonçalves      | PT            | 626     | 1,25%       | Patos              | Paraíba             |
| Marco César       | PSC           | 580     | 1,16%       | Recife             | Pernambuco          |
| Willa da Farmácia | PROS          | 565     | 1,13%       | Patos              | Paraíba             |
| Josmá Oliveira    | Patriota      | 550     | 1,10%       | Cajazeiras         | Paraíba             |
| Sargento Patrian  | REDE          | 490     | 0,98%       | Patos              | Paraíba             |
| Nandinho          | Avante        | 447     | 0,89%       | Patos              | Paraíba             |